# Oratorio di Sant'Omobono
L'oratorio di Sant'Omobono è un edificio religioso di Borgo San Lorenzo, situato in via San Francesco, proprio davanti alla pieve di San Lorenzo.

## Storia e descrizione
L'oratorio fu realizzato nel XV secolo come sede della confraternita laica della "Natività di Maria Santissima", detta anche "Compagnia degli Azzurri" per il colore della veste che indossavano i partecipanti durante le celebrazioni e le processioni, che si era costituita nel 1475. Ancora alla fine del Cinquecento vi erano due altari, in uno dei quali era la tavola con la Madonna col Bambino attribuita a Giotto che oggi, frammentaria, si conserva nella pieve. Nell'altro poteva essere la Madonna col Bambino e i Santi Giovanni battista e Tommaso di Piero di Cosimo, anch'essa oggi nella pieve.
All'inizio del Settecento la confraternita venne accorpata a quella del Santissimo Sacramento e di Sant'Omobono, che dette il nome definitivo all'edificio sacro. Esso venne ristrutturato alla fine dello stesso secolo su progetto di Gasparo Maria Paoletti.
Nel 1913 gli ambienti della confraternita vennero restaurati da Dino Chini, e nel 1925 un grave incendio distrusse la copertura della navata dell'oratorio, i cui danni tuttavia vennero immediatamente sanati grazie a una sottoscrizione cittadina.
L'interno è dotato di una cupoletta con l'Assunta di Pietro Paolo Colli (1813), in cui forse collaborò anche un giovane Pietro Alessio Chini, il quale completò poi nel 1850 la decorazione dell'oratorio, con monocromi oggi in larga parte perduti. 
Sulla porta d’ingresso una vetrata policroma, raffigurante la Madonna della Pace, è opera delle Manifatture Chini, disegnata da Chino Chini. La bussola, con vetrate interne, fu realizzata su disegno di Dino Chini nel 1926. La manifattura dei Chini realizzò anche la targa ai caduti della Compagnia nella grande guerra (1919) e quella ai tre dipendenti delle Fornaci analogamente periti in guerra (1925). 
Alle spalle dell’oratorio si trova la caratteristica piazza di Castelvecchio dove sembra si trovasse l’antica residenza degli Ubaldini.

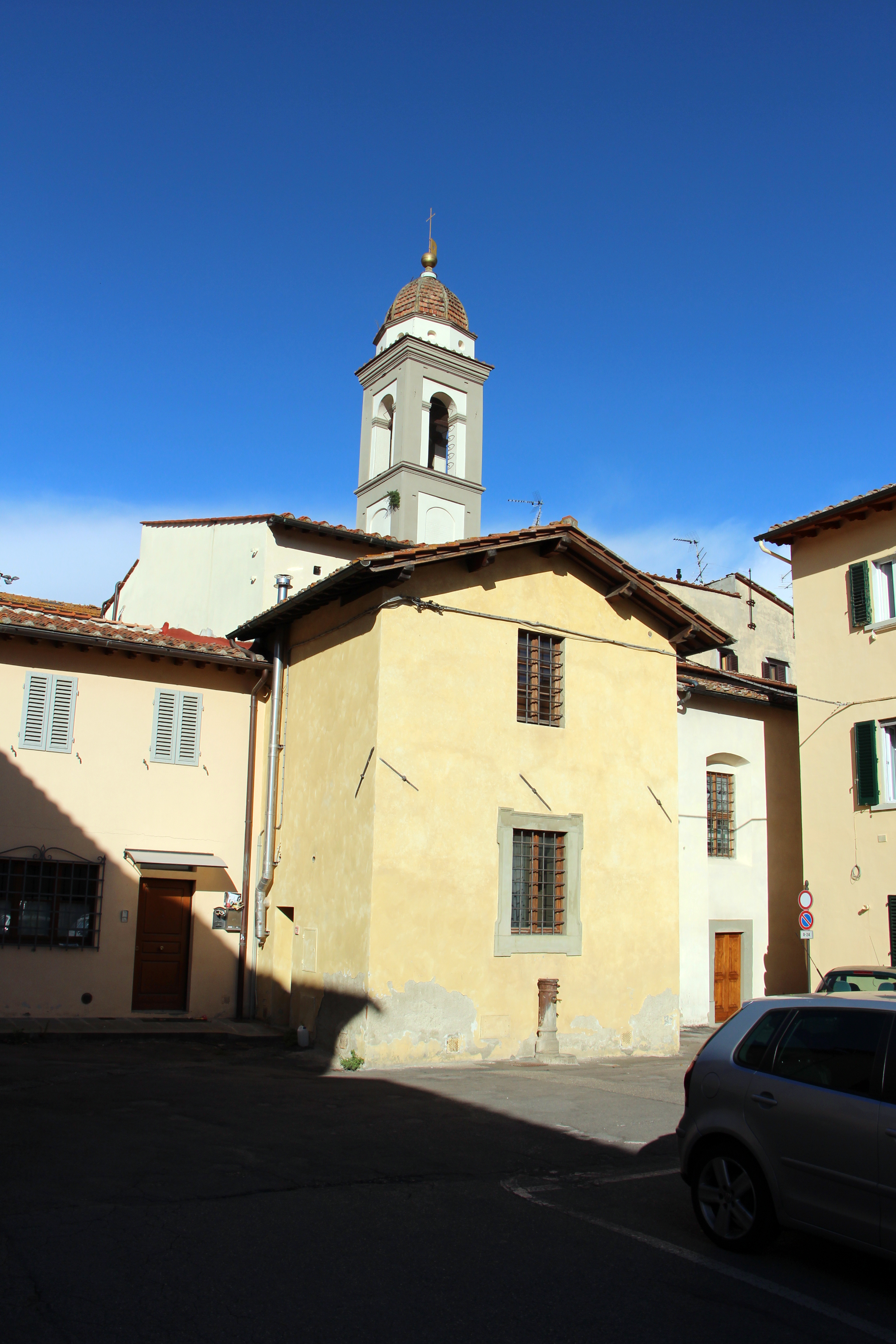
Il retro
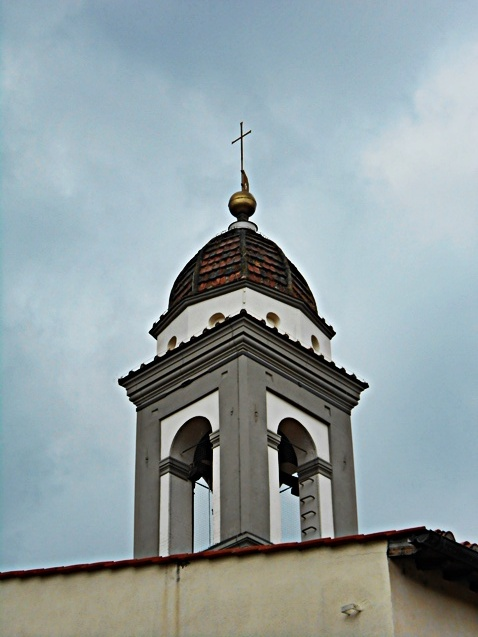
Il campanile
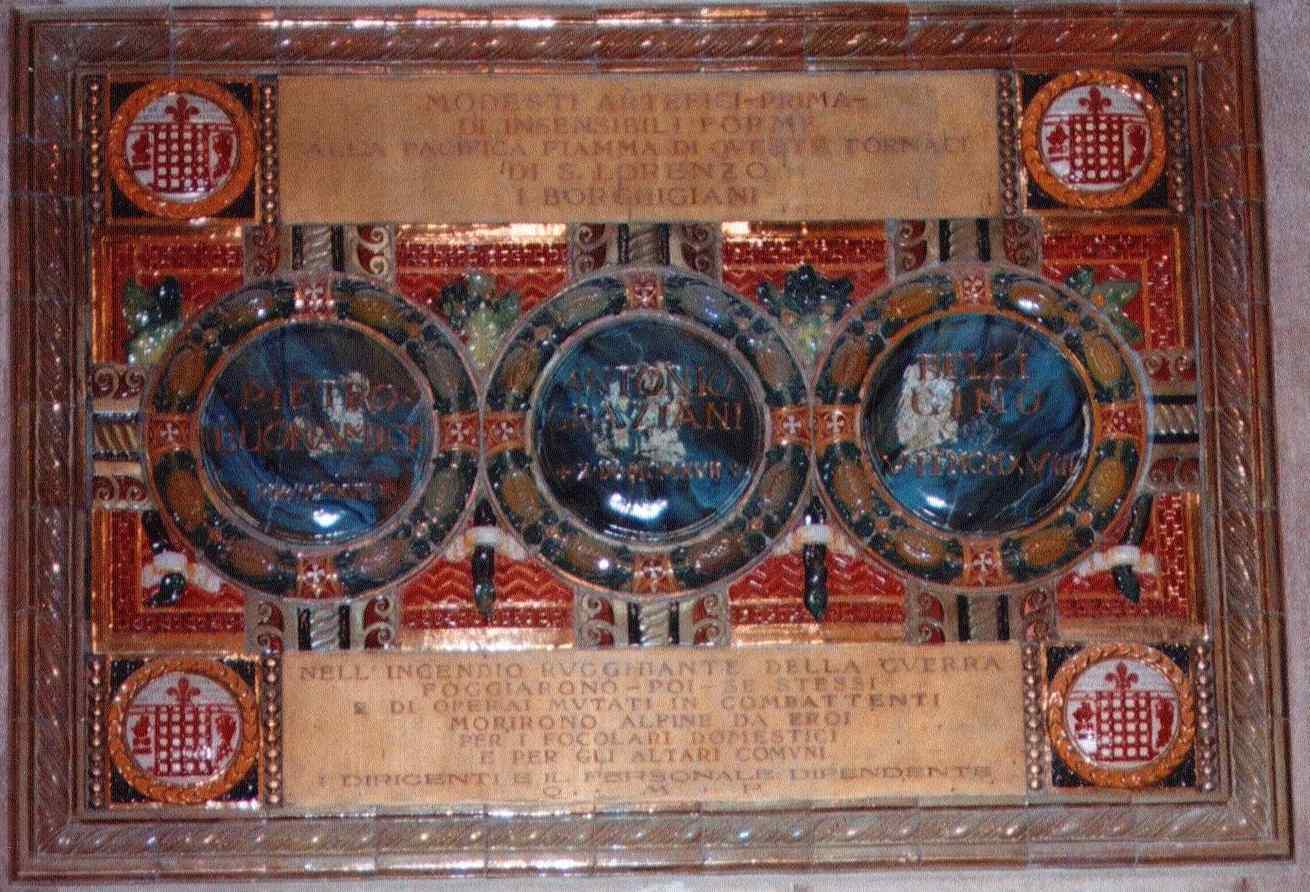
La lapide ai tre caduti della Manifattura delle Fornaci di San Lorenzo